# Cabo de La Vela
Cabo de La Vela är en udde i Colombia.   Den ligger i departementet La Guajira, i den norra delen av landet, 900 km norr om huvudstaden Bogotá.
Terrängen inåt land är platt. Havet är nära Cabo de La Vela åt nordväst. Runt Cabo de La Vela är det glesbefolkat, med 12 invånare per kvadratkilometer. Omgivningarna runt Cabo de La Vela är i huvudsak ett öppet busklandskap.